# Hans-Joachim Entrich
Hans-Joachim Entrich (* 12. Juni 1932 in Gleiwitz; † 9. August 1993 in Potsdam) war ein deutscher Schauspieler, Hörspielsprecher und Dozent.

## Leben
Über das Leben von Hans-Joachim Entrich sind nur lückenhafte Informationen vorhanden. Er war ein Schauspieler, der bis auf eine Ausnahme nur für das Fernsehen der DDR vor der Kamera stand. Für den Film Schwarzer Zwieback synchronisierte er einen der sowjetischen Darsteller. Für den Rundfunk der DDR wirkte er an einem Hörspiel mit. Als Theaterschauspieler sind nur seine Engagements in Meiningen und Karl-Marx-Stadt bekannt. In der Dokumentation Meininger Schauspieler und der Film wird erwähnt, dass er an der Filmhochschule Potsdam-Babelsberg als Dozent tätig war.
Hans Joachim Entrich starb in Potsdam im Alter von 61 Jahren.

## Filmografie
- 1971: Salut Germain (Fernsehserie, 1 Episode)
- 1977: Polizeiruf 110: Trickbetrügerin gesucht (Fernsehreihe)
- 1978: Polizeiruf 110: Schuldig
- 1979: Das unsichtbare Visier (Fernsehserie, 1 Episode)
- 1980: Unser Mann ist König (Fernsehserie, 1 Episode)
- 1980: Solo für Martina (Fernsehfilm)
- 1981: Nora S. (Fernsehfilm)
- 1983: Märkische Chronik (Fernsehserie, 1 Episode)
- 1984: Das Puppenheim in Pinnow (Fernsehfilm)
- 1984: Front ohne Gnade (Fernsehserie, 1 Episode)
- 1985: Sachsens Glanz und Preußens Gloria (Fernseh-Fünfteiler, 2 Episode)
- 1985: Polizeiruf 110: Laß mich nicht im Stich
- 1986: Treffpunkt Flughafen (Fernsehserie, 1 Episode)
- 1987: Hasenherz
- 1990: Polizeiruf 110: Warum ich …

## Theater
- 1966: Gotthold Ephraim Lessing: Nathan der Weise (Sultan) – Regie: Horst Rehberg (Das Meininger Theater)
- 1969: Rainer Kerndl: Die seltsame Reise des Alois Fingerlein – Regie: Wolfram Krempel (Städtische Theater Karl-Marx-Stadt)
- 1970: Maxim Gorki: Feinde – Regie: Gerhard Meyer (Städtische Theater Karl-Marx-Stadt)

## Hörspiele
- 1968: Pjotr Werschigora: Die Brücke über den Pruth (Feldwebel) – Regie: Walter Niklaus (Hörspiel Die Weber, Teil 12 – Rundfunk der DDR)